# Sandra Lemos
Sandra Lemos, född 1 januari 1989, är en friidrottare från Colombia. Hon deltog vid olympiska sommarspelen 2012 och olympiska sommarspelen 2016.